# Lincoln megye (Nyugat-Virginia)
Lincoln megye az Amerikai Egyesült Államokban, azon belül Nyugat-Virginia államban található. Megyeszékhelye és legnagyobb városa Hamlin. Lakosainak száma 20 463 fő (2020. április 1.). Lincoln megye Putnam, Mingo, Logan, Boone, Kanawha, Cabell és Wayne megyékkel határos.

## Népesség
A megye népességének változása:
| Lakosok száma | 21 668 | 21 619 | 21 658 | 21 559 | 21 415 | 20 463 |
|               | 2010   | 2011   | 2012   | 2013   | 2015   | 2020   |